# Живопись действия
Живопись действия (англ. action painting) — направление (стиль) абстрактного экспрессионизма. Суть живописи действия заключается в том, что её главной целью является сам акт творения, а не полученный результат. В технике вместо традиционных способов нанесения (например, посредством кисти) краска наливается, разбрызгивается и так далее, что позволяет раскрыть подсознание художника.

## История
Стиль был широко распространен с 1940-х до начала 1960-х годов и тесно связан с абстрактным экспрессионизмом (некоторые критики использовали термины «живопись действия» и «абстрактный экспрессионизм» взаимозаменяемо). Также стиль часто сравнивается с французским тахизмом. Тесно связанной с этим направлением является Нью-Йоркская школа американского абстрактного экспрессионизма (1940—1950-е годы).
Термин впервые употребил американский критик Гарольд Розенберг в 1952 году в эссе The American Action Painters, что обозначило серьёзный сдвиг в эстетической перспективе художников и критиков нью-йоркской школы. По словам Розенберга, полотно стало «ареной действия». Отличительной особенностью живописи действия было то, что действия и средства для создания картины получили более важное значение, чем конечный результат. Хотя Розенберг использовал термин «живопись действия» только в 1952 году, теорию действия он развивал с 1930-х. В то время как абстрактные экспрессионисты, такие как Джексон Поллок, Франц Клайн и Виллем де Кунинг, давно и без смущения рассматривали картину как арену, на которой нужно совершить акт творения, более ранние критики, симпатизирующие их делу, такие как Клемент Гринберг сосредоточились на «объектности» этих работ. Клемент Гринберг также имел влияние в критике живописи действия, уделяя пристальное внимание творческой борьбой, свидетельством которой, как он утверждал, является поверхность картины. Для Гринберга именно материальность сгустков краски и масла на поверхности картин являлись ключом к их пониманию.
Критика Розенберга сместила акцент с объекта на саму борьбу, а законченная картина была лишь физическим проявлением, своего рода остатком действительного произведения искусства, которое заключалось в акте или процессе создания картины. Новые исследования также выводят на первый план художника-сюрреалиста Вольфганга Паалена, который первым употребил термин «действие» в этом смысле и создал теорию субъективной борьбы с употреблением этого термина. В своей теории Паален говорил о зависимом от зрителя пространства возможностей, в котором художник «действует» как в экстатическом ритуале. Он рассуждал об идеях квантовой механики, а также использовал своеобразные интерпретации тотемического видения и пространственной структуры аборигенно-индийской живописи Британской Колумбии. Его масштабное эссе Totem Art (1943) оказало значительное влияние на таких художников, как Марта Грэм, Барнетт Ньюман, Исаму Ногути, Джексон Поллок и Марк Ротко. Паален описывает высокохудожественное видение тотемического искусства как часть ритуального «действия», имеющего психические связи с генетической памятью и поклонением предкам по материнской линии.
В 1950—1960-е годы переопределение Розенбергом искусства как акта, а не объекта, как процесса, а не продукта, получило одобрение и положило начало ряду основных художественных направлений, от хеппенинга и флуксуса до концептуального искусства, перфоманса, инсталляции и ленд-арта.

## Исторический контекст
Новый стиль начал развиваться после Второй мировой войны. Экономика и культура в Европе были разрушены, чем воспользовалось американское правительство, чтобы утвердить своё доминирующее положение. Как результат послевоенного эстетического возрождения экспрессионизма в США, и в частности, в Нью-Йорке, возникла живопись действия. Она появилась в мире, где процветали идеи квантовой механики и психоанализа, менялось восприятие людьми материального и психологического миров, а цивилизация стремилась понять мир через повышение самосознания.
Американские представители живописи действия часто размышляли о природе искусства, и причинах его существования, пытаясь понять ценность нового искусства. На предыдущем этапе искусство Кандинского и Мондриана освободило живопись от изображения предметов и вместо этого пыталось раскрывать образы через эстетику, эмоции и чувства внутри зрителя. Живопись действия сделала ещё один шаг вперед, используя идеи Юнга и Фрейда о подсознании в качестве его основы. Многие из художников интересовались исследованиями архетипических образов Карла Юнга и использовали собственные внутренние видения для создания картин. Наряду с Юнгом, на начальном этапе влияние на живопись действия оказали Зигмунд Фрейд и сюрреализм. Созданные картины не предназначались для отображения предметов или конкретных эмоций. Вместо этого они позволяли зрителю прикоснуться к вещам, скрытых глубоко в подсознании, вызывая первобытные ощущения и раскрывая коллективное чувство архетипического визуального языка. Это достигалось тем, что художник рисовал «неосознанно», самопроизвольно, создавая мощную арену голых эмоций и действий, владевших им в данный момент. Живопись действия находилась под явным влиянием сюрреалистического акцента на автоматизме, который также использовал методы психоанализа и требовал более прямого доступа к подсознанию. Важными представителями этой концепции художественного творчества были художники Хуан Миро и Андре Массон. Однако живопись действия заставила сюрреализм сделать ещё один шаг вперед.

## Представители стиля
- Фрэнк Аврэй Уилсон[11]
- Норман Блюм[12]
- Джеймс Брукс[13]
- Николас Кароне[14]
- Элейн де Кунинг[15]
- Виллем де Кунинг[16]
- Перл Файн[17]
- Сэм Фрэнсис[18]
- Майкл Гольдберг
- Уильям Грин[19]
- Исмаил Гульджи[20]
- Филип Густон[21]
- Грейс Хартиган[22]
- Франц Клайн[23]
- Альберт Котин[21]
- Ли Краснер[24]
- Альфред Лесли[21]
- Конрад Марка-Релли[21]
- Жорж Матье[25]
- Джоан Митчелл[21]
- Джексон Поллок[21]
- Милтон Резник[26]
- Джо Стефанелли[27]
- Джек Творков[28]